# Tunguso-Sibirica
Tunguso-Sibirica ist eine moderne wissenschaftliche Buchreihe mit Monographien und Sammelbänden  zu den tungusischen und sibirischen Völkern und Sprachen. Sie wird herausgegeben von Michael Weiers. Die Reihe erscheint in Wiesbaden bei Harrassowitz und beschäftigt sich den Verlagsangaben zufolge „mit Kulturen und Sprachen Sibiriens, Nord- und Nordostasiens sowie ihrer innerasiatischen Nachbarn in sprachwissenschaftlicher, historischer, und anthropologischer Ausrichtung“, wobei sich der Bogen recht weit spannt: „von Kamtschatka über die Mandschurei sowie die Mongolen- und Türkengebiete Innerasiens, bis zum oberen und mittleren Jenissej sowie bis an die Grenzen zu Mittelasien“.
Die folgende Übersicht zu den einzelnen Titeln erhebt keinen Anspruch auf Aktualität oder Vollständigkeit:

## Bände (Auswahl)
- 40 Shimunek, Andrew: Languages of Ancient Southern Mongolia and North China (A Historical-Comparative Study of the Serbi or Xianbei Branch of the Serbi-Mongolic Language Family, with an Analysis of Northeastern Frontier Chinese and Old Tibetan Phonology)
- 39 Guntsetseg, Dolgor: Differential Case Marking in Mongolian
- 38 Weiers, Michael: Beiträge zur Mandschuristik und Mongolistik und ihrem Umfeld
- 37 Batjantsan, Nyamsuren: Zur Bildung moderner Begriffe im Khalkha-Mongolischen mit Ausblick auf Etablierung einer verbindlichen Wirtschaftsterminologie
- 36 / Teil 2 Senderjav, Alimaa: Strukturelle Analysen des Deutschen und Khalkha-Mongolischen unter kontrastierendem Aspekt. Teil 2: Verben II
- 36 / Teil 1 Senderjav, Alimaa: Strukturelle Analysen des Deutschen und Khalkha-Mongolischen unter kontrastierendem Aspekt. Teil 1: Verben
- 35 Knüppel, Michael: Paraphernalia zu einer Biographie des Sibiristen, Anthropologen und Archäologen Vladimir Il’ič Iochel’son (1855–1937)
- 34 Seesing, Olga: Die temporalen Infinitkonstruktionen im Kalmückischen
- 33 Knüppel, Michael: Sprachtabus in tungusischen Sprachen und Dialekten. Am Beispiel von S. M. Širokogorovs "Tungus Dictionary"
- 32 Fuente, José Andrés Alonso de la: Tense, Voice and Aktionsart in Tungusic: Another Case of 'Analysis to Synthesis'?
- 31 Knüppel, Michael / Tongerloo, Alois van (Hg.): Life and Afterlife & Apocalyptic Concepts in the Altaic World. Proceedings of the 43rd Annual Meeting of the Permanent International Altaistic Conference(PIAC)- Chateau Pietersheim, Belgium, September,3-8,2000
- 30 Doerfer, Gerhard: Lamutische Märchen und Erzählungen. Teil I: Kategorisierte Märchen und Erzählungen. Teil 2: Nicht-kategorisierte Märchen und Erzählungen
- 29 Zimmermann, Astrid E.: Raumkonzepte, soziale Organisation und Übergangsriten in der heutigen Mongolei: Arbeit, Familie und Heirat am Beispiel der westmongolischen Ööld
- 28 Weiers, Michael: Erbe aus der Steppe. Beiträge zur Sprache und Geschichte der Mongolen
- 27 Rogers, Leland L.: The Golden Summary of Cinggis Qaγan. Cinggis Qaγan-u Altan Tobci
- 24 Gernet, Katharina: Evenen - Jäger, Rentierhirten, Fischer. Zur Geschichte eines nordostsibirischen Volkes im russischen Zarenreich
- 18 Maezono, Kyoko: Intransitiv-, Transitiv-, Kausativ- und Passivverben im Mandschu und Mongolischen
- 5 Georg, Stefan / Volodin, Alexander P.: Die itelmenische Sprache. Grammatik und Texte
- 4 Werner, Heinrich: Abriss der kottischen Grammatik
- 3 Werner, Heinrich: Die ketische Sprache
- 1 Kämpfe, Hans R. / Volodin, Alexander P.: Abriss einer tschuktschischen Grammatik auf der Basis der Schriftsprache. 1995

- Weiers, Michael: Miscellanea Eurasiatica. Eurasische Miszellen
- Khabtagaeva, Bayarma: The Ewenki dialects of Buryatia and their relationship to Khamnigan Mongol